# Station Łódź Andrzejów Szosa
Station Łódź Andrzejów Szosa is een spoorwegstation in de Poolse plaats Łódź.